# Síndrome de Li-Fraumeni
El síndrome de Li-Fraumeni es una enfermedad hereditaria que se transmite según un patrón autosómico dominante. Recibe su nombre en honor de los médicos Frederick Pei Li y Joseph F. Fraumeni, que fueron los primeros en realizar su descripción. La principal característica de esta enfermedad es que los pacientes afectados presentan una mutación que afectan al gen supresor tumoral TP53 situado en el locus 17p13.1, lo que les hace muy propensos a desarrollar diferentes tipos de cáncer a edades tempranas, entre ellos osteosarcomas y otros sarcomas, cáncer de mama, leucemias, linfomas y tumores cerebrales. 

## Gen TP53
El gen TP53 está localizado en el Cromosoma 17 (humano), y ha sido llamado El guardián del genoma, es un gen supresor de tumores que se encuentra con frecuencia mutado en las células que componen los tumores malignos. Su función es codificar la proteína p53, la cual impide realizar la división celular si la molécula de ADN no se ha replicado de forma correcta. Debido a ello las mutaciones que afectan a la función del gen hacen al individuo muy propenso al desarrollo de cáncer.

## Clínica
Los principales tipos de cáncer que presentan los pacientes afectados son osteosarcoma y otros sarcomas, cáncer de mama, tumores cerebrales y cáncer de la glándula suprarrenal. Estos tumores representan el 80% del total. El riesgo de desarrollar cualquier tipo de cáncer invasivo antes de los 30 años, excluyendo cáncer de piel, es de alrededor del 50%, mientras que en la población general es de solo el 1%.